# Lista siturilor arheologice din județul Tulcea - G
Lista siturilor arheologice din județul Tulcea - G conține toate siturile arheologice din județul Tulcea înscrise în Repertoriul Arheologic Național (RAN) și aflate în localități al căror nume începe cu litera G. RAN este administrat de Ministerul Culturii și Patrimoniului Național și cuprinde date științifice, cartografice, topografice, imagini și planuri, precum și orice alte informații privitoare la zonele cu potențial arheologic, studiate sau nu, încă existente sau dispărute.
Puteți căuta un sit din localitățile care încep cu litera G folosind formularul de mai jos sau puteți naviga prin toate siturile din județ la Lista siturilor arheologice din județul Tulcea.
| Cod RAN                                   | Denumire | Localitate                | Adresă            | Datare                        | Descoperit | Coordonate                                    | Imagine           | Erori            |
| ----------------------------------------- | --- | ------------------------- | ----------------- | ----------------------------- | ---------- | --------------------------------------------- | ----------------- | ---------------- |
| 160635.01.01 (Cod LMI: TL-I-s-B-05794)    | Situl arheologic de la Garvăn - "Mlăjitul Florilor" / ansamblu anonim (Categorie: locuire civilă) (Tip: Așezare)                            | sat Garvăn, comuna Jijila | Mlăjitul Florilor | geto-dacică                   |            |                                               | Încărcați imagine | Raportați eroare |
| 160635.01.02 (Cod LMI: TL-I-s-B-05794)    | Situl arheologic de la Garvăn - "Mlăjitul Florilor" / ansamblu anonim (Categorie: locuire civilă) (Tip: Așezare)                            | sat Garvăn, comuna Jijila | Mlăjitul Florilor | Coslogeni - Noua/Babadag      |            |                                               | Încărcați imagine | Raportați eroare |
| 160635.01.03 (Cod LMI: TL-I-s-B-05794)    | Situl arheologic de la Garvăn - "Mlăjitul Florilor" / ansamblu anonim (Categorie: locuire civilă) (Tip: Terme)                              | sat Garvăn, comuna Jijila | Mlăjitul Florilor | romană                        |            |                                               | Încărcați imagine | Raportați eroare |
| 160635.02.01 (Cod LMI: TL-I-s-A-05795)    | Situl arheologic din epoca romano-bizantină de la Garvăn / ansamblu anonim (Categorie: locuire) (Tip: Așezare)                              | sat Garvăn, comuna Jijila |                   | sec. IV - VI                  |            | 45°22′35″N 28°08′07″E / 45.37639°N 28.13528°E | Încărcați imagine | Raportați eroare |
| 160635.02.02 (Cod LMI: TL-I-s-A-05795)    | Situl arheologic din epoca romano-bizantină de la Garvăn / ansamblu anonim (Categorie: locuire) (Tip: Necropolă)                            | sat Garvăn, comuna Jijila |                   | romano-bizantină              |            | 45°22′35″N 28°08′07″E / 45.37639°N 28.13528°E | Încărcați imagine | Raportați eroare |
| 160635.04.01                              | Așezarea mezolitică de la Garvăn / ansamblu anonim (Categorie: așezare) (Tip: Așezare deschisă)                                             | sat Garvăn, comuna Jijila |                   | tardenoisian                  | 1951       |                                               | Încărcați imagine | Raportați eroare |
| 160449.01.01                              | Descoperiri izolate de monede de la Greci / ansamblu anonim (Categorie: descoperiri izolate de artefacte) (Tip: neprecizat)                 | sat Greci, comuna Greci   |                   |                               |            |                                               | Încărcați imagine | Raportați eroare |
| 160449.01.02                              | Descoperiri izolate de monede de la Greci / ansamblu anonim (Categorie: descoperiri izolate de artefacte) (Tip: Locuire)                    | sat Greci, comuna Greci   |                   |                               |            |                                               | Încărcați imagine | Raportați eroare |
| 160635.06.01                              | Situl arheologic de la Garvăn - Dealul Crăcănele / ansamblu anonim (Categorie: locuire) (Tip: Așezare)                                      | sat Garvăn, comuna Jijila | Dealul Crăcănele  |                               |            | 45°22′31″N 28°08′05″E / 45.37528°N 28.13472°E | Încărcați imagine | Raportați eroare |
| 160635.06.02                              | Situl arheologic de la Garvăn - Dealul Crăcănele / ansamblu anonim (Categorie: locuire) (Tip: Așezare)                                      | sat Garvăn, comuna Jijila | Dealul Crăcănele  | Dridu                         |            | 45°22′31″N 28°08′05″E / 45.37528°N 28.13472°E | Încărcați imagine | Raportați eroare |
| 160635.06.03                              | Situl arheologic de la Garvăn - Dealul Crăcănele / ansamblu anonim (Categorie: locuire) (Tip: așezare)                                      | sat Garvăn, comuna Jijila | Dealul Crăcănele  | Gumelnița                     |            | 45°22′31″N 28°08′05″E / 45.37528°N 28.13472°E | Încărcați imagine | Raportați eroare |
| 160635.06.04                              | Situl arheologic de la Garvăn - Dealul Crăcănele / ansamblu anonim (Categorie: locuire) (Tip: Așezare)                                      | sat Garvăn, comuna Jijila | Dealul Crăcănele  | Cernavodă - I                 |            | 45°22′31″N 28°08′05″E / 45.37528°N 28.13472°E | Încărcați imagine | Raportați eroare |
| 160635.05.01                              | Termele de la Dinogetia / ansamblu Termele de la Dinogetia (Categorie: construcție) (Tip: terme)                                            | sat Garvăn, comuna Jijila |                   | romano-bizantina sec.IV-VII   |            | 45°22′41″N 28°08′25″E / 45.37797°N 28.14036°E | Încărcați imagine | Raportați eroare |
| 160635.07.01                              | Edificiile publice de la Dinogetia / ansamblu Basilica paleocrestina de la Dinogetia (Categorie: construcție) (Tip: Basilica paleocreștină) | sat Garvăn, comuna Jijila |                   | romano-bizantina sec. IV-VII  |            | 45°22′42″N 28°08′21″E / 45.37839°N 28.13903°E | Încărcați imagine | Raportați eroare |
| 160635.07.02                              | Edificiile publice de la Dinogetia / ansamblu bisericuta de la Dinogetia (Categorie: construcție) (Tip: biserică bizantină)                 | sat Garvăn, comuna Jijila |                   | sec.X-XII                     |            | 45°22′42″N 28°08′21″E / 45.37839°N 28.13903°E | Încărcați imagine | Raportați eroare |
| 160635.07.03                              | Edificiile publice de la Dinogetia / ansamblu domus (Categorie: construcție) (Tip: constructie)                                             | sat Garvăn, comuna Jijila |                   | romano-bizantină sec. IV-VII  |            | 45°22′42″N 28°08′21″E / 45.37839°N 28.13903°E | Încărcați imagine | Raportați eroare |
| 160635.07.04                              | Edificiile publice de la Dinogetia / ansamblu praetorium (Categorie: construcție) (Tip: constructie)                                        | sat Garvăn, comuna Jijila |                   | romano-bizantină sec. IV-VII  |            | 45°22′42″N 28°08′21″E / 45.37839°N 28.13903°E | Încărcați imagine | Raportați eroare |
| 160635.03.01 (Cod LMI: TL-I-s-A-05795)    | Cetatea Dinogeția de la Garvăn - "Bisericuța" / ansamblu Cetatea Dinogetia (Categorie: locuire civilă) (Tip: Cetate)                        | sat Garvăn, comuna Jijila | Bisericuța        | romană                        |            | 45°22′44″N 28°08′19″E / 45.37889°N 28.13861°E | Încărcați imagine | Raportați eroare |
| 160635.03.02 (Cod LMI: TL-I-m-A-05795.02) | Cetatea Dinogeția de la Garvăn - "Bisericuța" / ansamblu Cetatea Dinogetia (Categorie: locuire civilă) (Tip: Cetate)                        | sat Garvăn, comuna Jijila | Bisericuța        | romano-bizantina sec. IV - VI |            | 45°22′44″N 28°08′19″E / 45.37889°N 28.13861°E | Încărcați imagine | Raportați eroare |
| 160635.03.03 (Cod LMI: TL-I-s-A-05795)    | Cetatea Dinogeția de la Garvăn - "Bisericuța" / ansamblu anonim (Categorie: locuire civilă) (Tip: Cetate)                                   | sat Garvăn, comuna Jijila | Bisericuța        | sec. X - XII                  |            | 45°22′44″N 28°08′19″E / 45.37889°N 28.13861°E | Încărcați imagine | Raportați eroare |
| 160635.03.04 (Cod LMI: TL-I-s-A-05795)    | Cetatea Dinogeția de la Garvăn - "Bisericuța" / ansamblu anonim (Categorie: locuire civilă) (Tip: așezare)                                  | sat Garvăn, comuna Jijila | Bisericuța        | sec. IV - VI                  |            | 45°22′44″N 28°08′19″E / 45.37889°N 28.13861°E | Încărcați imagine | Raportați eroare |